# Complessazione
La complessazione è una particolare reazione chimica con la quale si formano i complessi (o composti di coordinazione).
Durante la reazione di complessazione si ha la formazione di legami chimici tra un atomo o ione centrale (o "ione coordinante") e altre specie chimiche (dette ligandi o leganti) in numero superiore al numero di ossidazione dell'atomo o ione centrale.

## Esempio
Di seguito è rappresentata la reazione di complessazione di un etere corona (18-corona-6) con uno ione potassio (K+):
In tal caso in seguito alla reazione di complessazione si sono formati 6 legami chimici tra lo ione potassio (avente numero di ossidazione pari a 1) e gli atomi di ossigeno dell'etere corona, i quali hanno messo in compartecipazione con lo ione potassio i loro doppietti elettronici solitari.